# Câmp de maci
Câmp de maci je francouzský hraný film z roku 2020, který režíroval Eugen Jebeleanu. Snímek měl světovou premiéru na Black Nights Film Festivalu v Tallinnu dne 15. listopadu 2020. V ČR byl uveden v roce 2020 na filmovém festivalu Febiofest.

## Děj
Cristi pracuje u rumunské policie. Na pár dní za ním přijíždí z Francie jeho přítel Hadi. Nikdo z Cristiho okolí neví, že je gay, kromě jeho sestry. Cristi má noční službu, během které je jeho jednotka povolána do místního kina. Zde skupina radikálních křesťanů blokuje promítání filmu s lesbickým tématem. Proti tomu se vymezují LGBT aktivisté. Policie se snaží uklidnit obě strany. Cristi je vystaven vnitřnímu tlaku. Když ho pozná jeden z aktivistů, se kterým měl kdysi poměr, zmlátí ho. Je proto ze zásahu odvolán, jeho kolegové jeho chování nechápou.

## Obsazení
| Conrad Mericoffer  | Cristi   |
| Alexandru Potocean | Mircea   |
| Radouan Leflahi    | Hadi     |
| Cendana Trifan     | Catalina |
| Ionut Niculae      | Alex     |
| Alex Câlin         | Claudiu  |
| Rolando Matsangos  | Dan      |
| George Piștereanu  | Stroia   |
| Florin Caracala    | muž      |

## Ocenění
- D’A Film Festival Barcelona: Talents Award (Eugen Jebeleanu)
- Gijón International Film Festival: nejlepší herec (Conrad Mericoffer)
- Premiilor Gopo: nejlepší debut (Eugen Jebeleanu), nejlepší herec ve vedlejší roli (Alexandru Potocean); nominace v kategoriích nejlepší film, nejlepší režie (Eugen Jebeleanu), nejlepší herec (Conrad Mericoffer), nejlepší scénář (Ioana Moraru), nejlepší kamera (Marius Panduru)
- San Francisco International Film Festival: nominace na nejlepšího režiséra (Eugen Jebeleanu)
- Tallinn Black Nights Film Festival: nominace na nejlepší filmový debut (Eugen Jebeleanu)
- Torino Film Festival: nejlepší herec (Conrad Mericoffer)
- Transilvania International Film Festival: nejlepší režie (Eugen Jebeleanu), cena publika (Eugen Jebeleanu)